# Lin Kai Ting
Lin Kai Ting (Pechino, 1958) è un maestro di arti marziali cinese. Maestro di Qigong, è il fondatore della scuola di QilinGong.

## Biografia
Dopo aver studiato varie discipline e sotto maestri come Li Jing Feng, Pang He Ming e Yan Xin si laurea in Medicina Tradizionale Cinese e Farmacologia di Pechino per poi specializzarsi in Tuina, il massaggio terapeutico cinese. Dopo prese anche un'altra laurea quella della Facoltà di Turismo all'Università di Pechino.
Trasferitosi in Romania ha fondato la scuola di Qilingong.
Arti praticate:
- Wushu, specializzandosi nello Shaolin Taolu e Shaolin Quan.
- Yi Zhang Jing,
- Qigong (con i suoi cinque stili tradizionali: taoista, confuciano, buddista, medico e delle arti marziali).